# تون بینن
تون بینن (انگلیسی: Teun Beijnen؛ ۱۳ ژوئن ۱۸۹۹ – ۱۳ ژوئیهٔ ۱۹۴۹) قایقران روئینگ اهل هلند بود.
وی در مسابقات کشوری و بین‌المللی در مجموع برندهٔ ۳ مدال طلا، ۳ مدال نقره شده‌است.